# Јилдирим
Јилдирим или Јилдирим махала (тур. Yıldırım) је градско насеље у округу Бајрампаша у Истанбулу, Турска. Према попису из 2020. било је 53.315 становника.
Јилдирим је претежно настањен Бошњацима, чији су се преци доселили  20. века из Санџака. Насеље је познато и као Балканска махала. Овде је седиште Удружења Турска Босна Санџак.